# For piano opus 3
For piano is de verzameling van een drietal pianowerkjes van de Noorse componist Alf Hurum. De bundel verscheen in 1912 in drukvorm in eigen beheer en bevat de volgende deeltjes:
- Melodi
- Bækken
- Idyl

De drie werkjes zijn opgedragen aan “mijn zuster S.M.K.” Die initialen staan voor Sigrid Munthe-Kaas. Sigrid Andrea Hurum (Oslo, 23 oktober 1870 – 27 mei 1953) huwde Wilhelm Munthe-Kaas, die zij al vanaf kindertijd kende.